# Fåre Mølleå
Fåre Mølleå är ett vattendrag i Danmark. Det ligger i Lemvigs kommun i Region Mittjylland, i den västra delen av landet, 280 km väster om Köpenhamn.
Ån rinner upp strax söder om Lemvig och rinner ut i Bøvling Fjord, den norra delen av Nissum Fjord.